# Tonga na Letnich Igrzyskach Paraolimpijskich 2008
Tonga na Letnich Igrzyskach Paraolimpijskich 2008 w Pekinie reprezentował jeden lekkoatleta, który nie zdobył żadnego medalu. Był to trzeci start reprezentacji Tonga na igrzyskach paraolimpijskich (po występie w latach 2000 i 2004).

## Wyniki

### Lekkoatletyka
Konkurencje biegowe
| Zawodnik    | Konkurencja       | Eliminacje | Eliminacje | Finał    | Finał   | Źródło |
| Zawodnik    | Konkurencja       | Rezultat   | Miejsce    | Rezultat | Miejsce | Źródło |
| ----------- | ----------------- | ---------- | ---------- | -------- | ------- | ------ |
| Mounga Tino | bieg na 100 m T37 | 14,81      | 6          | NQ       | NQ      | [ 2 ]  |